# Драфт НБА 1956
Драфт НБА 1956 року відбувся 30 квітня. 8 команд Національної баскетбольної асоціації (НБА) по черзі вибирали найкращих випускників коледжів. В кожному з раундів команди могли вибирати гравців у зворотньому порядку до свого співвідношення перемог до поразок у сезоні 1955–1956, за винятком чинного на той момент чемпіона і фіналіста, яким дали права на два останніх драфт-піки в кожному раунді. Драфт складався з 10-ти раундів, на яких вибирали 92 гравці.

## Нотатки щодо виборів на драфті і кар'єр деяких гравців
Рочестер Роялз під першим номером вибрали Сігуго Гріна з Університету Дюкейн. Перед драфтом Бостон Селтікс вибрав Тома Гайнзона з Коледжу Святого Хреста як свій територіальний вибір. У свій перший сезон Гайнзон виграв звання новачка року. Сент-Луїс Гокс під другим загальним номером вибрав Білла Расселла з Університету Сан-Франциско, але одразу ж передав у Бостон Селтікс в обмін на Еда Маколі і Кліффа Гейгана. Троє гравців з цього драфту, Том Гайнзон, Білл Расселл, і Кей Сі Джонс, введені до Зали слави. Елгін Бейлор і Сем Джонс, яких вибрав Міннеаполіс Лейкерс у наступних раундах, також введені в Залу слави, хоча вони й не почали грати в лізі одразу ж після драфту. На драфті 1957 Бостон Селтікс вибрав Сема Джонса в першому раунді й він грав за цю команду впродовж усієї кар'єри. На драфті 1958 Лейкерс вибрали Елгіна Бейлора під першим загальним номером і він грав за цю команду впродовж усієї своєї кар'єри.

## Драфт
| Раунд | Вибір | Гравець       | Позиція | Громадянство | Команда НБА                                 | Колледж          |
| ----- | ----- | ------------- | ------- | ------------ | ------------------------------------------- | ---------------- |
| T     | –     | Том Гайнзон^  | F/C     | США          | Бостон Селтікс                              | Голі Кросс       |
| 1     | 1     | Сігуго Грін   | G/F     | США          | Rochester Royals                            | Дюкейн           |
| 1     | 2     | Білл Расселл^ | C       | США          | Сент-Луїс Гокс (проданий у Бостон)[a]       | Сан-Франциско    |
| 1     | 3     | Джим Пекссон  | G/F     | США          | Міннеаполіс Лейкерс                         | Дейтон           |
| 1     | 4     | Ронні Шавлік  | F       | США          | Нью-Йорк Нікс                               | НК Стейт         |
| 1     | 5     | Джо Голуп     | F       | США          | Сірак'юс Нешиналз                           | Джордж Вашингтон |
| 1     | 6     | Рон Собєщик   | G       | США          | Fort Wayne Pistons (проданий у Нью-Йорк)[b] | Де Пол           |
| 1     | 7     | Гал Лір       | G       | США          | Філадельфія Ворріорз                        | Темпл            |
| 2     | 8     | Боб Берроу    | F/C     | США          | Рочестер Роялз                              | Кентуккі         |
| 2     | 9     | Віллі Нолс+   | F/C     | США          | Сент-Луїс Гокс                              | УКЛА             |
| 2     | 10    | Террі Ренд#   | C       | США          | Міннеаполіс Лейкерс                         | Маркетт          |
| 2     | 11    | Гарі Берген   | C       | США          | Нью-Йорк Нікс                               | Юта              |
| 2     | 12    | Пол Джадсон#  | F       | США          | Сірак'юс Нешиналз                           | Іллінойс         |
| 2     | 13    | Кей Сі Джонс^ | G       | США          | Бостон Селтікс                              | Сан-Франциско    |
| 2     | 14    | Боб Кесслер#  | F       | США          | Fort Wayne Pistons                          | Меріленд         |
| 2     | 15    | Філ Роллінс   | G       | США          | Філадельфія Ворріорз                        | Луїсвілл         |

## Інші вибори
Цих гравців на драфті НБА 1985 вибрали після другого раунду, але вони зіграли в НБА принаймні одну гру.
| Раунд | Вибір | Гравець         | Позиція | Громадянство | Команда НБА            | Колледж               |
| ----- | ----- | --------------- | ------- | ------------ | ---------------------- | --------------------- |
| 3     | 16    | Дейв Пйонтек    | F/C     | США          | Rochester Royals       | Зав'єр (OH)           |
| 3     | 18    | Джеррі Берд     | F       | США          | Міннеаполіс Лейкерс    | Кентуккі              |
| 3     | 20    | Форест Ейбл     | G       | США          | Сірак'юс Нешиналз      | Західний Кентуккі     |
| 3     | 22    | Білл Тібен      | F/C     | США          | Fort Wayne Pistons     | Гофстра               |
| 4     | 24    | Джонні Маккарті | G       | США          | Rochester Royals       | Канісіус              |
| 4     | 28    | Свід Галбрук    | C       | США          | Сірак'юс Нешиналз      | Орегон Стейт          |
| 4     | 29    | Ден Сворц       | F       | США          | Бостон Селтікс         | Моргід Стейт          |
| 5     | 33    | Норм Стюарт     | F       | США          | Сент-Луїс Гокс         | Міссурі               |
| 5     | 36    | Джим Рей        | G       | США          | Сірак'юс Нешиналз      | Толедо                |
| 6     | 42    | Філ Джордон     | F/C     | США          | Міннеаполіс Лейкерс    | Вітворт               |
| 6     | 43    | Пет Данн        | G       | США          | Нью-Йорк Нікс          | Юта Стейт             |
| 7     | 50    | Джон Барбер     | F       | США          | Міннеаполіс Лейкерс    | Каліфорнія Стейт Л.А. |
| 7     | 58    | Сем Джонс^      | G/F     | США          | Міннеаполіс Лейкерс    | НК Сентрал            |
| 10    | 74    | Боб Гопкінс     | F/C     | США          | Сірак'юс Нешиналз      | Гремблінг             |
| 14    | 90    | Елгін Бейлор^   | F       | США          | Міннеаполіс Лейкерс[c] | Сіетл                 |

## Обміни
- a  У день драфту Бостон Селтікс придбав драфтові права на другий вибір Білла Расселла від Сент-Луїс Гокс в обмін на Еда Маколі і Кліффа Гейгана.[2]
- b  У день драфту Нью-Йорк Нікс придбав драфтові права на шостий драфт-пік Рона Собєщика від Форт-Вейн Пістонс в обмін на Джіна Шу.[6]
- c  Бейлор не гратиме за Міннеаполіс Лейкерс поки вони його не виберуть знову під першим загальним номером на драфті 1958.